# Glendo (Wyoming)
Glendo – miasto w Stanach Zjednoczonych, w stanie Wyoming, w hrabstwie Platte.